# Oman Journal of Ophthalmology
Oman Journal of Ophthalmology (skrót: OJO, Oman J Ophthalmol) – omańskie, naukowe czasopismo okulistyczne wydawane od 2008. Oficjalny organ Omańskiego Towarzystwa Okulistycznego. W ciągu roku ukazują się trzy wydania (w wersji online).
Wydawcą jest hinduski Medknow Publications należący do koncernu wydawniczego Wolters Kluwer. Czasopismo jest recenzowane, anglojęzyczne oraz publikuje w otwartym dostępie. Prace ukazujące się w tym tytule mają charakter kliniczny. Założycielem i honorowym redaktorem naczelnym czasopisma jest Abdulatif Al Raisi, zaś funkcję redaktora naczelnego pełni Rashid Al Saidi.
W międzynarodowym rankingu SCImago Journal Rank (SJR) mierzącym wpływ i znaczenie poszczególnych czasopism naukowych „Oman Journal of Ophthalmology" zostało sklasyfikowane w 2017 na 72. miejscu wśród czasopism okulistycznych.
W polskim wykazie czasopism punktowanych przez Ministerstwo Nauki i Szkolnictwa Wyższego artykuł w tym czasopiśmie otrzymuje 40 punktów (wg punktacji z 2019 roku).
Czasopismo jest indeksowane w: Baidu Scholar, CNKI (China National Knowledge Infrastructure), EBSCO Publishing's Electronic Databases, Ex Libris – Primo Central, Google Scholar, Hinari, Infotrieve, National Science Library, ProQuest, TdNet, Wanfang Data, DOAJ, EMR Index Medicus, bazie PubMed oraz w Scopusie.